# Александрувка (Венґровський повіт)
Александрувка (пол. Aleksandrówka) — село в Польщі, у гміні Ґрембкув Венґровського повіту Мазовецького воєводства.
Населення — 100 осіб (2011).
У 1975-1998 роках село належало до Седлецького воєводства.

## Демографія
Демографічна структура станом на 31 березня 2011 року:
|          | Загалом | Допрацездатний вік | Працездатний вік | Постпрацездатний вік |
| -------- | ------- | ------------------ | ---------------- | -------------------- |
| Чоловіки | 54      | 15                 | 33               | 6                    |
| Жінки    | 46      | 13                 | 22               | 11                   |
| Разом    | 100     | 28                 | 55               | 17                   |